# Juga o mor
Juga o mor (títol original en anglès, All Fun and Games) és una pel·lícula de terror estatunidenca del 2023 escrita per Ari Costa, Eren Celeboglu i JJ Braider, i dirigida pels mateixos Costa i Celeboglu, cosa que representa el seu debut en la direcció de llargmetratges. És protagonitzada per Asa Butterfield i Natalia Dyer. S'ha subtitulat al català.
El gener de 2022, es va anunciar que Butterfield i Dyer formarien part del repartiment de la pel·lícula.
L'abril de 2022, es va anunciar que el rodatge principal havia començat al Canadà i que Gish i Ainsworth s'havien afegit al repartiment. Més tard aquell mateix mes, Marsden i Stewart també s'hi van incorporar. Keith David també va aparèixer al film.
El juliol de 2022, es va anunciar que Cutting Edge Media Music havia adquirit els drets de la base sonora original de la pel·lícula. La pel·lícula va entrar en fase de postproducció el novembre de 2022. El juliol de 2023, es va anunciar que Vertical Entertainment havia adquirit els drets de distribució del film als Estats Units.